# PGC 1726138
LEDA/PGC 1726138 ist eine Galaxie im Sternbild Löwe auf der Ekliptik. Sie ist schätzungsweise 2 Milliarden Lichtjahre von der Milchstraße entfernt. 